# هاکون سوریک
هاکون سوریک (انگلیسی: Haakon Sörvik; ۳۱ اکتبر ۱۸۸۶ – ۳۰ مهٔ ۱۹۷۰) ژیمناست هنری اهل سوئد بود.